# 桃園市政府消防局
桃園市政府消防局，為中華民國桃園市最高消防行政機關，負責桃園市的消防救災事宜，及市內所有消防行政、人事、教育及訓練等事務，下轄4個救災救護大隊、1個特種搜救大隊，消防局本部設於桃園區力行路280號。

## 歷史沿革
桃園縣消防局於1999年1月19日正式成立。民國92年1月1日桃園縣政府第694次縣務會議審議通過「桃園縣政府消防局組織規程暨編制表」，更名為「桃園縣政府消防局」。2012年5月，桃園縣政府消防局繼臺北市政府消防局後，設立臺灣第二個火警分級制，將火警按照受傷人數、財產損失、所需的救援資源及火勢劃分為一至五級。民國103年12月25日配合本縣改制直轄市，訂定「桃園市政府消防局組織規程暨編制表」，更名為「桃園市政府消防局」。

## 歷任局長
| 桃園市政府消防局 | 桃園市政府消防局 | 桃園市政府消防局              |
| 任次             | 姓名             | 時間                          |
| ---------------- | ---------------- | ----------------------------- |
| 1                | 謝呂泉           | 1999年1月19日至2007年10月1日  |
| 2                | 石增剛           | 2007年10月1日至2009年12月20日 |
| 3                | 謝景旭           | 2009年12月23日至2012年7月9日  |
| 代理             | 鄭宗敏           | 2012年7月10日至2013年7月4日   |
| 4                | 謝景旭           | 2013年7月5日至2014年12月24日  |
| 5                | 胡英達           | 2014年12月25日至2018年4月30日 |
| 6                | 謝呂泉           | 2018年7月18日-2022年12月25日  |
| 7                | 龔永信           | 2022年12月25日-現任           |

## 組織架構
- 局長一人（由市長任命，比照簡任第十三職等，配階三線三星）
  - 副局長二人（警監或簡任第十一職等，配階三線二星）
  - 主任秘書一人（警監或簡任第十職等，配階三線二星）
  - 專門委員三人（警監或簡任第十職等，配階三線二星）
  - 簡任技正三人（簡任第十職等，配階三線二星）

### 局內單位
- 秘書室
- 人事室
- 會計室
- 政風室
- 督察室
- 火災預防科
- 火災調查科
- 災害搶救科
- 緊急救護科
- 教育訓練科
- 民力運用科
- 災害管理科
- 危險物品管理科
- 救災救護指揮中心

### 直屬大隊/分隊
設有4個救災救護大隊、1個特種搜救大隊、41個分隊、4個搜救救助分隊
- 第一救災救護大隊（桃園區、八德區、龜山區）
  - 下設桃園、中路、大林、八德、大湳、茄苳、龜山、坪頂、迴龍、三民、大有、埔子分隊
- 第二救災救護大隊（中壢區、楊梅區、新屋區）
  - 下設中壢、興國、華勛、內壢、龍岡、青埔、楊梅、幼獅、富岡、新屋、永安、埔心分隊。過嶺分隊預定於中壢區雙嶺段1330地號停車場用地成立。
- 第三救災救護大隊（蘆竹區、大園區、觀音區）
  - 下設蘆竹、山腳、大竹、大園、竹圍、觀音、新坡、草漯分隊
- 第四救災救護大隊（平鎮區、大溪區、龍潭區、復興區）
  - 下設圳頂、大溪、平鎮、復旦、山峰、龍潭、高平、復興、巴陵分隊
- 特種搜救大隊
  - 下設第一、二、三、四特別搜救救助分隊

## 資料來源
1. ↑  桃園市政府人事處.  (PDF). 桃園市政府人事處.   [2020-09-11]. （原始内容存档 (PDF)于2017-01-14）.
2. ↑  桃園縣打造救災派遣系統 讓救護工作分秒內到達 （页面存档备份，存于），iThome，2012年6月23日
3. ↑  歷任首長 （页面存档备份，存于）.桃園市政府消防局.2019-03-13
4. ↑  局長簡介 （页面存档备份，存于）.桃園市政府消防局.2020-03-19
5. ↑  組織架構 （页面存档备份，存于）.桃園市政府消防局.2016-11-02

- 消防法 （页面存档备份，存于）.全國法規資料庫.民國 108 年 11 月 13 日
- 消防法施行細則 （页面存档备份，存于）.全國法規資料庫.民國 108 年 09 月 30 日
- 災害防救法 （页面存档备份，存于）.全國法規資料庫.民國 108 年 05 月 22 日
- 災害防救法施行細則 （页面存档备份，存于）.全國法規資料庫.民國 107 年 04 月 19 日
- 桃園市政府消防局組織規程.桃園市政府主管法規共用系統

## 外部連結
- 桃園市政府消防局 （页面存档备份，存于）（中文）
- 桃園市政府消防局的Facebook專頁